# Missisipi w ogniu
Missisipi w ogniu (oryg. Mississippi Burning) – film kryminalny z 1988 roku w reżyserii Alana Parkera. Film oparty jest na śledztwie FBI dotyczącym morderstwa trzech obrońców praw człowieka w stanie Missisipi z 1964 roku. Głównymi bohaterami są dwaj agenci FBI, w tych rolach Gene Hackman i Willem Dafoe.

## Obsada
- Gene Hackman jako agent Rupert Anderson
- Willem Dafoe jako agent Ward
- Frances McDormand jako Mrs. Pell
- Brad Dourif jako Clinton Pell
- R. Lee Ermey jako burmistrz Tilman
- Gailard Sartain jako szeryf Ray Stuckey
- Stephen Tobolowsky jako Clayton Townley
- Michael Rooker jako Frank Bailey
- Pruitt Taylor Vince jako Lester Cowans
- Kevin Dunn jako agent Bird
- Frankie Faison jako Lobredner
- Darius McCrary jako Aaron Williams
- Tobin Bell jako agent Stokes

## Nagrody
- Oscar:
  - Najlepsze zdjęcia – Peter Biziou
- BAFTA:
  - Najlepsze zdjęcia – Peter Biziou
  - Najlepszy montaż – Gerry Hambling
  - Najlepszy dźwięk
- Międzynarodowy Festiwal Filmowy w Berlinie:
  - Najlepszy aktor – Srebrny Niedźwiedź – Gene Hackman